# Plecia trilobata
Plecia trilobata är en tvåvingeart som beskrevs av Hardy 1942. Plecia trilobata ingår i släktet Plecia och familjen hårmyggor. Inga underarter finns listade i Catalogue of Life.